# 13. prosinec
13. prosinec je 347. den roku podle gregoriánského kalendáře (348. v přestupném roce). Do konce roku zbývá 18 dní. Svátek má Lucie.

## Události

### Česko
- 1621 – Český král Ferdinand II. Štýrský vydal první protireformační dekret, jímž vypověděl nekatolické duchovní z královských měst v Čechách.
- 1924 – V Brně byl z iniciativy spisovatele Rudolfa Těsnohlídka vztyčen první vánoční strom republiky.
- 1973 – V Tachově došlo k výbuchu ubytovny, při kterém zahynulo 47 lidí.
- 1976 – Započal prodej nových osobních automobilů Škoda 105/120 pro spotřebitele.
- 1980 – Ukončen provoz tramvají na Václavském náměstí v Praze.
- 1995 – V Praze byl po dvaceti letech otevřen po požáru zrekonstruovaný Veletržní palác, nyní sídlo sbírky moderního umění Národní galerie.

### Svět
- 1474 – Isabela Kastilská byla korunována královnou Kastilie.
- 1545 – Začal Tridentský koncil.
- 1642 – Holanďan Abel Tasman objevil Nový Zéland.
- 1916 – Na úpatí hory Marmolada bylo lavinou zavaleno 300 vojáků rakousko-uherského 3. císařského střeleckého pluku. Tato událost je nazývána „Bílý pátek“. Jednalo se o jedno z největších neštěstí během První světové války na Jižní frontě.
- 1918 – Americký prezident Woodrow Wilson přistál v Brestu. Stal se tak prvním americkým prezidentem, který během svého funkčního období navštívil Evropu.
- 1937 – Nankingský masakr: po pádu čínského hlavního města Nankingu začalo několik týdnů trvající řádění japonských vojáků, jež si vyžádalo kolem 300 000 obětí.
- 1941 – Druhá světová válka: Bitva u mysu Bon u pobřeží Tuniska.
- 1981 – V Polsku bylo vyhlášeno stanné právo (stan wojenny – válečný stav), vládu přebírá vojsko.
- 2002 – Evropská rada schválila vstup deseti kandidátských zemí do Evropské unie k 1. květnu 2004.
- 2003 – Saddám Husajn zajat americkou armádou.
- 2006 – Přijata Úmluva OSN o právech osob se zdravotním postižením.
- 2007 – V Lisabonu podepsána Lisabonská smlouva.

## Narození

### Česko
- 1697 – Lazar Widemann, český sochař a řezbář († 29. ledna 1769)
- 1724 – Jan Adam Gallina, český hudební skladatel († 5. ledna 1773)
- 1823 – Vincenc Prousek, česko-rakouský pedagog a reformátor († 25. října 1900)
- 1838 – Tomáš Krýza, jindřichohradecký měšťan, autor Krýzových jesliček († 31. května 1918)
- 1847 – Josef Drahlovský, český hudební skladatel († 11. června 1926)
- 1849 – Karel Bohuš Kober, český sportovec a spisovatel († 2. října 1890)
- 1856 – Josef Šlechta, kněz, probošt mělnický († 8. července 1924)
- 1858 – František Fiedler, ministr obchodu Předlitavska († 28. ledna 1925)
- 1859
  - Emil Tréval, český lékař a spisovatel († 10. února 1929)
  - Gabriel Fránek, český skladatel a dirigent († 9. února 1930)
- 1866 – Georg Böllmann, československý politik († 17. května 1933)
- 1869 – Hynek Bulín, český právník, politik, spisovatel a žurnalista († 18. května 1950)
- 1873 – Emanuel Halman, český sochař († 21. března 1945)
- 1874
  - Jan Malkus, československý politik († ?)
  - Bohuslav Procházka, československý politik († 22. února 1934)
- 1878 – Otilie Podzimková, československá politička († ?)
- 1880 – Josef Chochol, český architekt († 6. července 1956)
- 1885
  - Alois Richard Nykl, český lingvista († 5. prosince 1958)
  - Rudolf Weiser, český, německy hovořící, architekt († ? 1968)
- 1886
  - Milan Balcar, hudební skladatel a kritik († 16. dubna 1954)
  - Mikuláš Pružinský, československý politik, ministr slovenské vlády, válečný zločinec († 31. března 1953)
- 1887 – Štefan Major, československý politik maďarské národnosti a diplomat († 19. září 1963)
- 1896 – Karel Třešňák, český herec a režisér († 29. května 1955)
- 1897 – Emil Bolek, český herec († 30. srpna 1961)
- 1900 – Karel Teige, český kritik a teoretik umění († 1. října 1951)
- 1906 – Štěpánka Štěpánová, operní pěvkyně-altistka († 19. září 1992)
- 1907 – Bohuslav Pernica, spisovatel a folklorista († 4. listopadu 1968)
- 1908 – Richard Strejka, český herec a konferenciér († 2. září 1990)
- 1922
  - Květa Válová, česká výtvarnice († 6. září 1998)
  - Jitka Válová, česká výtvarnice († 27. března 2011)
- 1923 – Josef Balvín, český dramaturg a překladatel z němčiny († 16. srpna 2009)
- 1925 – Alois Jonák, československý fotbalový reprezentant
- 1929 – Miroslav Grégr, český politik
- 1931 – Václav Konzal, paleoslovenista
- 1933 – Eva Filemonová, malířka a sochařka
- 1942 – František Maňas, český skladatel, pedagog a hudebník
- 1946 – Radim Hladík, český rockový kytarista († 4. prosince 2016)

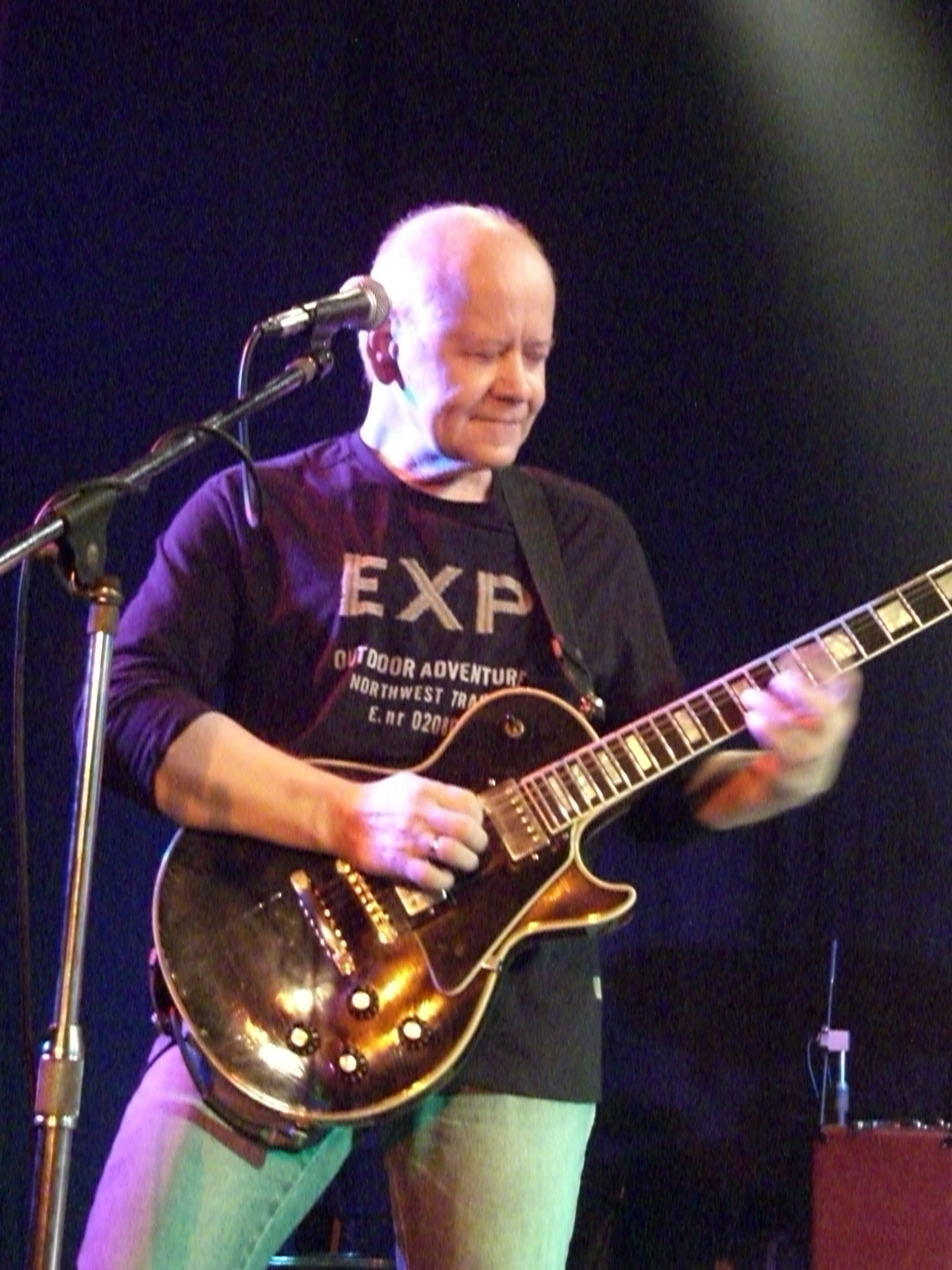
Radim Hladík

- 1947 – Alexander Tomský, český politolog a nakladatel, překladatel
- 1951
  - Marie Dolistová, česká básnířka
  - Viktor Labský, česko-kanadský publicista, překladatel a spisovatel
- 1959 – Barbora Štěpánová, česká herečka a moderátorka
- 1964
  - Jiří Pomeje, český herec a producent († 26. února 2019)
  - Jiří Rohan, český kanoista
- 1968 – Tomáš Sagher, český herec
- 1969 – Jaroslav Rokoský, český historik a pedagog
- 1976 – Karel Veselý, český hudební publicista
- 1983 – František Soukup, český hudební skladatel
- 1984 – Michal Kadlec, český fotbalista

### Svět
- 1521 – Sixtus V., 225. papež katolické církve († 27. srpna 1590)
- 1533 – Erik XIV. Švédský, švédský král († 26. února 1577)
- 1553 – Jindřich IV. Navarrský, francouzský král († 14. května 1610)
- 1613 – Carl Gustav Wrangel, švédský polní maršál a politik († 5. června 1676)
- 1634 – Martin z Kochemu, německý spisovatel († 10. září 1712)
- 1640 – Robert Plot, anglický přírodovědec († 30. dubna 1696)
- 1661 – Christoph Mattern, jezuitský misionář a lékárník († 21. května 1721)
- 1678 – Jung-čeng, čínský císař († 8. října 1735)

1680 – Marie Alžběta Habsburská, místodržící Nizozemí, dcera Leopolda I. († 26. srpna 1741)
- 1696 – Safiye Sultan, osmanská princezna a dcera sultána Mustafy II. († 15. května 1778)
- 1720 – Carlo Gozzi, italský dramatik († 4. dubna 1806)
- 1731 – František Tomáš z Ditrichštejna, česko-rakouský šlechtic († 29. listopadu 1813)
- 1732 – Jean-Claude Trial, francouzský houslista a hudební skladatel († 23. června 1771)
- 1784 – Ludvík Habsbursko-Lotrinský, člen vlády († 21. prosince 1864)
- 1797 – Heinrich Heine, německý prozaik, básník, publicista a esejista († 17. února 1856)
- 1802 – Joseph Hippolyte Guibert, francouzský arcibiskup a kardinál († 8. července 1866)
- 1816 – Ernst Werner von Siemens, německý vynálezce a průmyslník († 6. prosince 1892)
- 1818
  - Mary Todd Lincoln, manželka prezidenta Abrahama Lincolna († 16. července 1882)
  - John Manners, 7. vévoda z Rutlandu, britský státník a šlechtic († 4. srpna 1906)
- 1819 – Adolf Kriegs-Au, předlitavský spisovatel, státní úředník a politik († 30. října 1884)
- 1829 – Angelo Quaglio, německý scénický výtvarník († 5. ledna 1890)
- 1836 – Franz von Lenbach, německý malíř († 6. května 1904)
- 1856 – Svetozar Boroëvić von Bojna, rakousko-uherský polní maršál († 23. května 1920)
- 1859 – Emil Tréval, český lékař a spisovatel († 10. února 1929)
- 1863 – Karl Großmann, německý sériový vrah († 5. července 1922)
- 1873 – Valerij Brjusov, ruský básník, prozaik, dramaturg († 9. října 1924)
- 1874 – Ludwig Curtius, německý archeolog († 10. dubna 1954)
- 1877
  - Edmond Locard, francouzský lékař, právník a průkopník forenzních věd († 4. dubna 1966)
  - Mykola Leontovyč, ukrajinský skladatel, dirigent, pedagog († 23. ledna 1921)
- 1886 – Mikuláš Pružinský, slovenský politik († 31. března 1953)
- 1887
  - George Pólya, maďarský matematik († 7. září 1985)
  - Alvin York, americký voják, nositel Medaili cti († 2. září 1964)
- 1895 – Sonny Greer, americký jazzový bubeník († 23. března 1982)
- 1902 – Talcott Parsons, americký sociolog († 8. května 1979)
- 1911
  - Nikolaj Nikolajevič Beketov, ruský fyzikální chemik (* 13. ledna 1827)
  - Trygve Haavelmo, norský ekonom († 28. července 1999)
- 1915
  - Ross Macdonald, americký spisovatel († 11. července 1983)
  - Curd Jürgens, rakouský herec († 18. června 1982)
- 1919 – Hans-Joachim Marseille, německý stíhač († 30. září 1942)
- 1920 – Kaysone Phomvihane, prezident Laosu († 21. listopadu 1992)
- 1923
  - Philip Warren Anderson, americký fyzik, nositel Nobelovy ceny za fyziku († 29. března 2020)

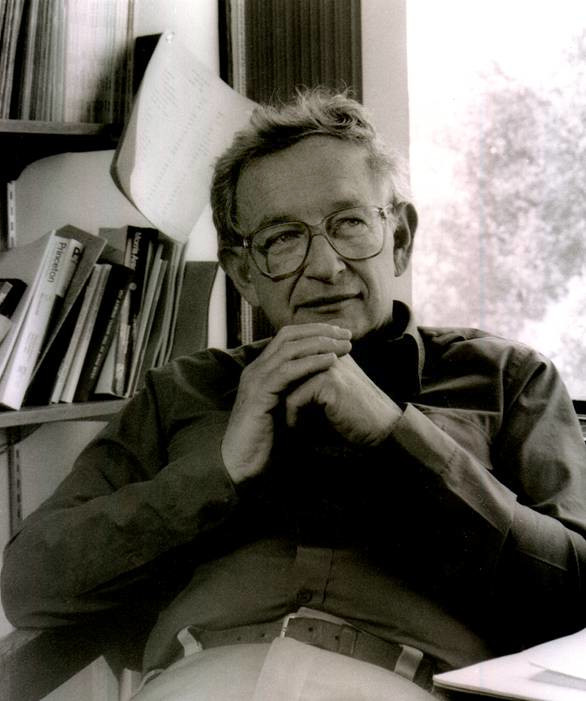
Philip Warren Anderson

- - Edward Bede Clancy, australský arcibiskup a kardinál († 3. srpna 2014)
  - Antoni Tàpies, španělský malíř a sochař († 6. února 2012)
- 1925 – Dick Van Dyke, americký moderátor a herec
- 1926 – George Rhoden, jamajský sprinter, dvojnásobný olympijský vítěz
- 1927
  - Geneviève Pageová, francouzská herečka († 14. února 2025)
  - Gerald Whitham, britský matematik († 26. ledna 2014)
- 1929 – Christopher Plummer, kanadský herec († 5. února 2021)

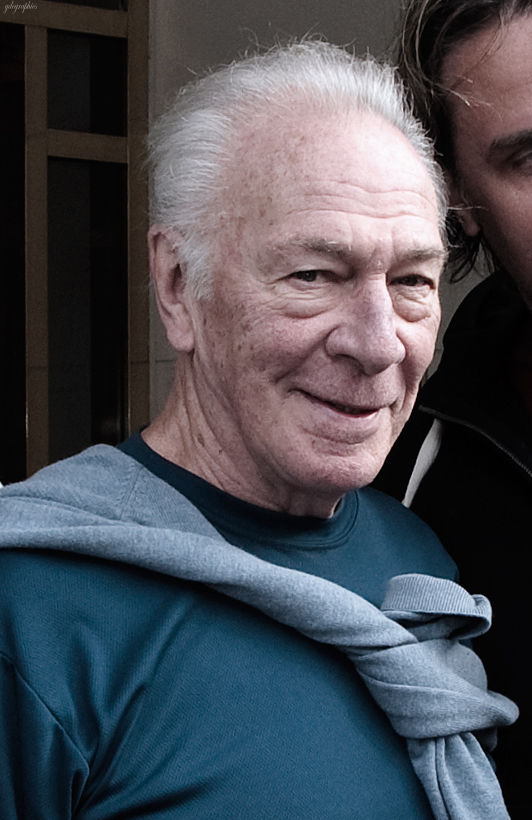
Christopher Plummer

- 1930 – Ben Tucker, americký kontrabasista († 4. června 2013)
- 1933
  - Lou Adler, americký hudební producent
  - Borah Bergman, americký klavírista († 18. října 2012)
- 1935 – Richard Routley, novozélandský filosof, logik a ochránce životního prostředí († 16. června 1996)
- 1938 – Alvin Curran, americký hudebník a hudební skladatel
- 1941 – Jozef Labuda, československý volejbalista
- 1943 – Bob Brier, americký egyptolog
- 1946 – Pierino Prati, italský fotbalista († 22. června 2020)
- 1948
  - Ted Nugent, americký zpěvák a kytarista
  - David O'List, britský kytarista a zpěvák
  - Lester Bangs, americký hudební publicista († 30. dubna 1982)
- 1949 – Tom Verlaine, americký zpěvák a kytarista († 28. ledna 2023)
- 1951 – Grażyna Gęsicka, polská politička a socioložka († 10. dubna 2010)
- 1953 – Ben Bernanke, americký ekonom, předseda centrální banky, držitel Nobelovy ceny za ekonomii
- 1957
  - Steve Buscemi, americký herec a režisér
  - David Tronzo, americký kytarista
- 1959 – Nadia Russ, rusko-ukrajinská malířka
- 1964 – Lucky Peterson, americký hudebník († 17. května 2020)
- 1967 – Jamie Foxx, americký herec, komik a zpěvák
- 1969 – Sergej Fjodorov, ruský lední hokejista
- 1970 – Danny Lohner, americký hudebník
- 1975 – Tom DeLonge, americký kytarista a zpěvák (Angels & Airwaves, Blink 182)
- 1981 – Amy Lee, americká zpěvačka, skladatelka, textařka a klavíristka
- 1983
  - Chan Siao-pcheng, čínský akrobatický lyžař
  - Janeth Jepkosgei, keňská běžkyně
  - Nicole Krizová, australská tenistka
  - Hazzá al-Mansúrí, vojenský pilot a kosmonaut Spojených arabských emirátů
- 1985 – Frida Hansdotterová, švédská alpská lyžařka
- 1989 – Taylor Swift, americká zpěvačka

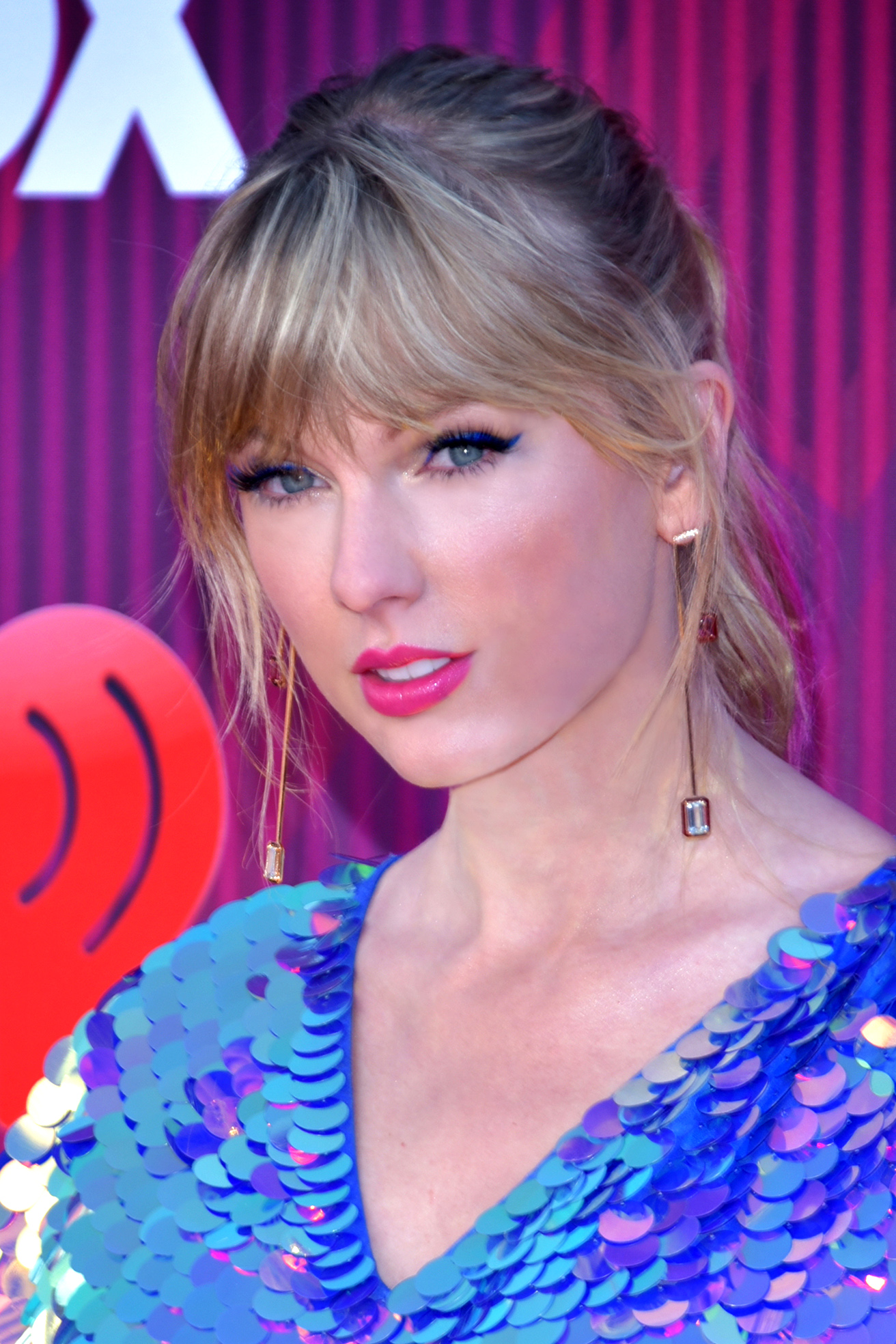
Taylor Swift

- 1990 – Arantxa Rusová, holandská tenistka
- 1993 – Hélène Janicot, francouzská sportovní lezkyně
- 1995 – Emma Corrinová, britská herečka
- 1996 – Hailee Steinfeld, americká herečka, zpěvačka a modelka
- 2000 – Simona Waltertová, švýcarská tenistka

## Úmrtí

### Česko
- 1569 – Matěj Červenka, biskup Jednoty bratrské (* 21. února 1521)
- 1622 – Jan Campanus Vodňanský, český spisovatel (* 27. prosince 1572)
- 1767 – Matyáš Kovanda, barokní sochař a štukatér (* 17. února 1711)
- 1861 – Josef August Hecht, lázeňský podnikatel a politik německé národnosti (* 20. dubna 1792)
- 1868 – Wenzel Dreßler, český lékař a politik německé národnosti (* 5. prosince 1832)
- 1901 – Leopold Wackarž, vyšebrodský opat a generál cisterciáků (* 3. května 1810)
- 1909 – Antonín Pikhart, překladatel ze španělštiny a katalánštiny (* 7. dubna 1861)
- 1930 – Josef Pekárek, český sochař a medailér (* 28. září 1873)
- 1949 – František Světlík, moravský kněz a politik (* 28. prosince 1875)
- 1954 – Václav Holek, český konstruktér zbraní (* 24. září 1886)
- 1959 – Jiří Weil, český spisovatel (* 6. srpna 1900)
- 1971 – Hugo Siebenschein, český germanista (* 6. dubna 1889)
- 1973 – Josef Knap, český spisovatel (* 28. července 1900)
- 1976 – Ladislav Sutnar, český designer, typograf, avantgardní umělec (* 9. prosince 1897)
- 1989 – Jan Petr, český lingvista-slavista (* 23. září 1931)
- 1993 – Rudolf Vašíček, římskokatolický kněz, protinacistický odbojář a komunistický politický vězeň (* 31. října 1913)
- 1996 – František Venclovský, přeplaval jako první Čech kanál La Manche (* 25. dubna 1932)
- 1998 – František Krasl, český fotograf (* 11. února 1912)

### Svět
- 1124 – Kalixtus II., papež (* kolem 1060)
- 1204 – Maimonides, rabín, židovský filosof a lékař, jedna z největších postav středověké židovské filosofie (* 30. března 1135)
- 1239 – Albrecht IV. Habsburský, hrabě z Aargau a z Horního Alsaska (* cca 1188)
- 1250 – Fridrich II. Štaufský, římský císař (* 26. prosince 1194)
- 1312/1313 – Jan Habsburský, syn rakouského vévody Rudolfa II. a Anežky Přemyslovny (* 10. května 1290)
- 1315 – Gaston I. z Foix-Béarn, hrabě z Foix a vikomt z Béarnu a Marsanu (* 1287)
- 1404 – Albrecht I. Bavorský, feudální vládce holandského hrabství (* 25. července 1336)
- 1516 – Johannes Trithemius, německý opat, učenec, humanista a spisovatel (* 1. února 1462)
- 1521 – Manuel I. Portugalský, portugalský král (* 31. května 1469)
- 1557 – Niccolò Fontana Tartaglia, renesanční matematik a konstruktér (* 1499)
- 1565 – Konrad Gessner, švýcarský přírodovědec a bibliograf (* 26. března 1516)
- 1621 – Kateřina Stenbock, manželka švédského krále Gustava I. Vasy (* 22. července 1535)
- 1626 – Adrian de Vries, nizozemský sochař (* 1556)
- 1638 – Kateřina Švédská, matka švédského krále Karla X. Gustava (* 1584)
- 1693 – Dosoftei, moldavský metropolita a učenec (* 26. října 1624)
- 1721 – Alexander Selkirk, skotský trosečník (* 1676)
- 1728 – Giuseppe Zambeccari, italský lékař (* 19. března 1655)
- 1754 – Mahmud I., sultán Osmanské říše (* 2. srpna 1696)
- 1768 – Johann Christoph von Dreyhaupt, německý právník a historik (* 20. dubna 1699)
- 1784 – Samuel Johnson, anglický básník, esejista a lexikograf (* 18. září 1709)
- 1813 – Antoine-Augustin Parmentier, francouzský lékař a dietolog (* 12. srpna 1737)
- 1817 – Pál Kitaibel, maďarský botanik a chemik (* 3. února 1757)
- 1820 – Ferenc Széchényi, uherský šlechtic, učenec a filantrop (* 29. dubna 1754)
- 1840 – Louis-Charles Mahé de La Bourdonnais, francouzský šachový mistr (* 1797)
- 1863 – Christian Friedrich Hebbel, německý básník a dramatik (* 18. března 1813)
- 1881 – August Šenoa, chorvatský spisovatel (* 14. listopadu 1838)
- 1883 – Victor de Laprade, francouzský básník, spisovatel a politik (* 13. ledna 1812)
- 1895 – Štefan Anián Jedlík, uherský fyzik (* 11. ledna 1800)
- 1909 – Innokentij Fjodorovič Anněnskij, ruský básník (* 1. září 1856)
- 1919 – Adolf Medzihradský, slovenský pedagog (* 2. dubna 1835)
- 1923 – Théophile Alexandre Steinlen, švýcarský malíř a grafik (* 10. listopadu 1859)
- 1926 – Alajos Stróbl, uherský sochař slovenského původu (* 21. června 1856)
- 1930 – Fritz Pregl, rakouský chemik slovinského původu, nositel Nobelovy ceny za chemii (* 3. září 1869)

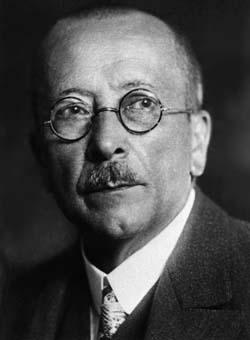
Fritz Pregl

- 1931 – Gustave Le Bon, francouzský sociální psycholog (* 7. května 1841)
- 1935 – Victor Grignard, francouzský chemik (* 6. května 1871)
- 1942 – Włodzimierz Ledóchowski, generální představený Tovaryšstva Ježíšova (* 7. října 1866)
- 1944 – Vasilij Kandinskij, ruský malíř (* 16. prosince 1866)
- 1945
  - Robert van Genechten, nacistický kolaborant, komisař Jižního Holandska za 2. světové války (* 25. října 1895)
  - Irma Grese (* 7. října 1923) a Josef Kramer (* 10. listopadu 1906), dozorci v koncentračních táborech
- 1946 – Konrad Haebler, německý historik (* 29. října 1857)
- 1947 – Nikolaj Rerich, ruský mystik, malíř, filozof, archeolog a spisovatel (* 9. října 1874)
- 1950 – Abraham Wald, americký matematik (* 31. října 1902)
- 1955 – António Egas Moniz, portugalský neurolog a neurochirurg (* 29. listopadu 1874)
- 1963 – Hubert Pierlot, belgický politik (* 23. prosince 1883)
- 1966 – Stanisław Mikołajczyk, předseda vlády Polska v exilu (* 18. července 1901)
- 1969 – Raymond A. Spruance, admirál loďstva USA (* 3. července 1886)
- 1972 – Leslie Poles Hartley, anglický spisovatel (* 30. prosince 1895)
- 1983 – Mary Renault, britská spisovatelka (* 4. září 1905)
- 1970 – Heinrich Maria Davringhausen, německý malíř (* 21. října 1894)
- 1971 – Gotthard Heinrici, německý generál (* 25. prosince 1886)
- 1975 – Alois Wünsche-Mitterecker, německý malíř a sochař (* 28. listopadu 1903)
- 1981 – Cornelius Cardew, britský hudební skladatel (* 7. května 1936)
- 1983
  - Wincenty Urban, polský biskup, profesor dějin církve, patrologie a dějin umění (* 13. února 1911)
  - Mary Renault, britská spisovatelka (* 4. září 1905)
  - Nichita Stănescu, rumunský básník (* 31. března 1933)
- 1990 – Alice Marbleová, americká tenistka (* 28. září 1913)
- 1994 – Olga Rubcovová, sovětská mistryně světa v šachu (* 20. srpna 1909)
- 2001 – Dušan Slobodník, slovenský spisovatel a politik (* 11. dubna 1921)
- 2004 – Božena Slabejová, slovenská herečka (* 5. června 1930)
- 2007 – Ike Turner, americký kytarista, zpěvák a hudební producent (* 1931)
- 2009 – Paul A. Samuelson, americký ekonom, nositel Nobelovy ceny za ekonomii (* 15. května 1915)
- 2010 – Richard Holbrooke, americký diplomat, bankéř a novinář (* 24. dubna 1941)
- 2012 – Maurice Herzog, francouzský horolezec a politik (* 15. ledna 1919)
- 2016
  - Chanoch Bartov, izraelský spisovatel a novinář (* 13. srpna 1926)
  - Thomas Schelling, americký ekonom, nositel Nobelovy ceny za ekonomii za rok 2005 (* 14. dubna 1921)
- 2018 – Nancy Wilson, americká zpěvačka a herečka (* 20. února 1937)
- 2019 – Benur Pašajan, sovětský a arménský zápasník – klasik (* 13. února 1959)
- 2023 – Antonio Juliano, italský fotbalista (* 26. prosince 1942)

## Svátky
V juliánském kalendáři byl svátkem zimního slunovratu, nejkratších dní a nejdelší noci v roce.

### Česko
- Lucie
- Lucián
- Jošt
- Elektra

## Pranostiky
| 13. prosinec v pražském KlementinuÚdaje jsou platné k 11. 3. 2025. | 13. prosinec v pražském KlementinuÚdaje jsou platné k 11. 3. 2025. | 13. prosinec v pražském KlementinuÚdaje jsou platné k 11. 3. 2025. |
| minimum                                                            | denní průměr                                                       | maximum                                                            |
| ------------------------------------------------------------------ | ------------------------------------------------------------------ | ------------------------------------------------------------------ |
| −18,3 °C (1808)                                                    | 1,3 °C (od 1961)                                                   | 14,3 °C (2000)                                                     |

### Česko
- Lucie – noci upije, ale dne nepřidá
- Když přijde svatá Lucie, najde tu už zimu.
- Na svatou Lucii jasný den, urodí se konopí i len.
- Svatá Lucie ukazuje svou moc, neb nám dává nejdelší noc.